# Taika Waititi
Taika Waititi (Wellington, 1975. augusztus 16. –) Oscar- és BAFTA-díjas új-zélandi színész, rendező, humorista.
Legismertebb alakítása Korg a Marvel-moziuniverzum filmjeiben. Elsőként a 2017-es Thor: Ragnarök című filmben tűnt fel, ezt követte a Bosszúállók: Végjáték (2019).
2019–2023  A Mandalóri című sorozatban vállalt szinkronszerepet.

## Fiatalkora
Waititi Raukokore területén nőtt fel. Az Onslow College középiskolába járt. Az apja maori, az édesanyja orosz származású. Waititi az anyja vezetéknevét, a Cohen-t használja néhány helyen.

## Magánélete
2012 májusában megszületett Waititi és felesége, Chelsea Winstanley első lánya. A második lányuk 2015 augusztusában született.

## Filmográfia

### Film
Filmrendező, forgatókönyvíró és producer
| Év   | Eredeti cím         | Feladatkör | Feladatkör | Feladatkör |
| Év   | Eredeti cím         | Rendező    | Író        | Producer   |
| ---- | ------------------- | ---------- | ---------- | ---------- |
| 2002 | John and Pogo       | Igen       | Igen       | Nem        |
| 2004 | Two Cars, One Night | Igen       | Igen       | Nem        |
| 2005 | Tama Tu             | Igen       | Igen       | Nem        |
| 2016 | Team Thor           | Igen       | Igen       | Igen       |
| 2017 | Team Thor Part 2    | Igen       | Igen       | Igen       |
| 2018 | Team Darryl         | Igen       | Igen       | Igen       |

| Év   | Magyar cím                    | Eredeti cím               | Feladatkör | Feladatkör | Feladatkör | Megjegyzések                              |
| Év   | Magyar cím                    | Eredeti cím               | Rendező    | Író        | Producer   | Megjegyzések                              |
| ---- | ----------------------------- | ------------------------- | ---------- | ---------- | ---------- | ----------------------------------------- |
| 2007 | Sas kontra cápa               | Eagle vs Shark            | Igen       | Igen       | Nem        | - castingrendező - társíró: Loren Horsley |
| 2010 |                               | Boy                       | Igen       | Igen       | Nem        |                                           |
| 2014 | Hétköznapi vámpírok           | What We Do in the Shadows | Igen       | Igen       | Igen       | társíró és -rendező: Jemaine Clement      |
| 2016 | Vademberek hajszája           | Hunt for the Wilderpeople | Igen       | Igen       | Igen       |                                           |
| 2017 | Thor: Ragnarök                | Thor: Ragnarok            | Igen       | Nem        | Nem        |                                           |
| 2019 | Jojo Nyuszi                   | Jojo Rabbit               | Igen       | Igen       | Igen       |                                           |
| 2022 | Thor: Szerelem és mennydörgés | Thor: Love and Thunder    | Igen       | Igen       | Nem        | társíró: Jennifer Kaytin Robinson         |
| 2023 | A győztes gól                 | Next Goal Wins            | Igen       | Igen       | Igen       |                                           |

Filmszínész
| ÉV   | Magyar cím                              | Eredeti cím                           | Szerep                                          | Magyar hang       |
| ---- | --------------------------------------- | ------------------------------------- | ----------------------------------------------- | ----------------- |
| 1999 | Fűre lépni tilos!                       | Scarfies                              | Alex                                            |                   |
| 2001 | Kígyóbőr                                | Snakeskin                             | Nelson                                          |                   |
| 2004 |                                         | Futile Attraction                     | pincér                                          |                   |
| 2007 | Sas kontra cápa                         | Eagle vs Shark                        | Gordon                                          |                   |
| 2010 |                                         | Boy                                   | Alamein                                         |                   |
| 2011 | Zöld Lámpás (film)                      | Green Lantern                         | Thomas Kalmaku                                  | Dévai Balázs      |
| 2013 |                                         | Coffee Town                           | kozmetikai instruktor (stáblistán nem szerepel) |                   |
| 2014 | Hétköznapi vámpírok                     | What We Do in the Shadows             | Viago                                           | Joó Gábor         |
| 2016 | Vademberek hajszája                     | Hunt for the Wilderpeople             | lelkész                                         | Karácsonyi Zoltán |
| 2017 | Thor: Ragnarök                          | Thor: Ragnarok                        | Korg                                            | Karácsonyi Zoltán |
| 2017 | Thor: Ragnarök                          | Thor: Ragnarok                        | Surtur (motion capture)                         |                   |
| 2018 |                                         | Seven Stages to Achieve Eternal Bliss | Holy Storsh                                     |                   |
| 2019 | Bosszúállók: Végjáték                   | Avengers: Endgame                     | Korg (hangja)                                   | Karácsonyi Zoltán |
| 2019 | Jojo Nyuszi                             | Jojo Rabbit                           | Adolf Hitler                                    | Simon Kornél      |
| 2021 | The Suicide Squad – Az öngyilkos osztag | The Suicide Squad                     | Patkányfogó                                     | Karácsonyi Zoltán |
| 2021 | Free Guy                                | Free Guy                              | Antwan Hovachelik                               | Karácsonyi Zoltán |
| 2021 | Louis Wain rendkívüli élete             | The Electrical Life of Louis Wain     | Max Kase                                        |                   |
| 2022 | Lightyear                               | Lightyear                             | Mo Morrison (hangja)                            | Karácsonyi Zoltán |
| 2022 | Thor: Szerelem és mennydörgés           | Thor: Love and Thunder                | Korg / Ninny the Nonnie (hangja)                | Karácsonyi Zoltán |
| 2023 | A győztes gól                           | Next Goal Wins                        | Amerikai Szamoa-i pap                           | Karácsonyi Zoltán |

Rövidfilmek
- 2001: A New Way Home – Max
- 2005: What We Do in the Shadows: Interviews with Some Vampires – Viago
- 2013: The Captain [11] – a kapitány
- 2018: Shrimp – pultos
- 2021: Save Ralph – Ralph (hangja)
- 2021: Deadpool and Korg React – Korg

### Televízió
Rendező, forgatókönyvíró és producer
| Év        | Magyar cím                             | Eredeti cím               | Feladatkör | Feladatkör | Feladatkör      | Megjegyzések            |
| Év        | Magyar cím                             | Eredeti cím               | Rendező    | Író        | Vezető producer | Megjegyzések            |
| --------- | -------------------------------------- | ------------------------- | ---------- | ---------- | --------------- | ----------------------- |
| 2007–2009 |                                        | Flight of the Conchords   | Igen       | Igen       | Nem             | 4 epizód                |
| 2011      |                                        | Super City                | Igen       | Nem        | Nem             | 6 epizód                |
| 2012      |                                        | The Inbetweeners          | Igen       | Nem        | Nem             | USA változat (5 epizód) |
| 2018–2022 | Wellington Paranormal – A parás körzet | Wellington Paranormal     | Nem        | Nem        | Igen            | társalkotó              |
| 2019–2024 | Hétköznapi vámpírok – A sorozat        | What We Do in the Shadows | Igen       | Nem        | Igen            | 3 epizód                |
| 2019–     | A Mandalóri                            | The Mandalorian           | Igen       | Nem        | Nem             | 1 epizód                |
| 2021      | A rezervátum kutyái                    | Reservation Dogs          | Nem        | Igen       | Igen            | társalkotó              |
| 2022      | A zászlónk halált jelent               | Our Flag Means Death      | Nem        | Igen       | Nem             | 1 epizód                |
| 2024      | Időbanditák                            | Time Bandits              | Igen       | Igen       | Igen            |                         |

Színész
| Év        | Magyar cím                      | Eredeti cím                    | Szerep                       | Megjegyzések                                  |
| --------- | ------------------------------- | ------------------------------ | ---------------------------- | --------------------------------------------- |
| 2002      |                                 | The Strip                      | Mostin                       | 13 epizód                                     |
| 2002      |                                 | The Tribe                      | virtuális valóság / cowboy   | 1 epizód (stáblistán nem szerepel)            |
| 2003      |                                 | Revelations                    | Ali                          | 1 epizód                                      |
| 2003      |                                 | Freaky                         | takarító                     | 1 epizód                                      |
| 2007      | Slágermájerek                   | Flight of the Conchords        | Gipsy Kings rajongó (cameo)  | 1 epizód (stáblistán nem szerepel)            |
| 2009      |                                 | The Jaquie Brown Diaries       | barátságos cigány            | 1 epizód                                      |
| 2010      |                                 | Radiradirah                    | több szereplő                | 8 epizód                                      |
| 2019      | Hétköznapi vámpírok – A sorozat | What We Do in the Shadows      | Viago                        | 1 epizód                                      |
| 2019–2023 | A Mandalóri                     | The Mandalorian                | IG-11 (hangja)               | - 5 epizód - magyar hangja: - Dányi Krisztián |
| 2019–2023 | A Mandalóri                     | The Mandalorian                | IG-12 (Grogu) (hangja)       | 2 epizód                                      |
| 2019      |                                 | Year of the Rabbit             | harmonikás (cameo)           | minisorozat (1 epizód)                        |
| 2019      | Rick és Morty                   | Rick and Morty                 | Glootie (hangja)             | 1 epizód                                      |
| 2020      |                                 | Home Movie: The Princess Bride | Westley                      | 1 epizód                                      |
| 2021      |                                 | RuPaul's Drag Race Down Under  | vendégsztár                  | 1 epizód                                      |
| 2021–2024 | Mi lenne, ha…?                  | What If...?                    | Korg (hangja)                | 4 epizód magyar hangja Karácsonyi Zoltán      |
| 2022      | A zászlónk halált jelent        | Our Flag Means Death           | Edward "Feketeszakáll" Teach | főszereplő                                    |
| 2023      | Világtörténelem, 2. rész        | History of the World, Part II  | Sigmund Freud                | 1 epizód                                      |